# Beautiful Girls (film)
Pour l’article homonyme, voir Beautiful Girls.
Pour plus de détails, voir Fiche technique et Distribution.
Beautiful Girls ou Femmes de rêve au Québec est un film américain réalisé par Ted Demme et sorti en 1996.

## Synopsis
Pianiste de jazz à New York, Willie Conway retourne dans sa petite ville natale de Knight's Ridge dans le Massachusetts. Il se rend à la réunion des anciens élèves de son lycée, alors qu'il est à un point crucial de sa vie. Il ne sait pas s'il veut épouser sa petite amie, laisser tomber la musique, et/ou prendre un emploi comme vendeur. Revoir ses anciens amis, tous à des tournants de leurs vies et de leur carrière, lui permettra de mettre sa vie en perspective et de découvrir ce qu'il veut vraiment.

## Fiche technique
- Titre original et français : Beautiful Girls
- Titre québécois : Femmes de rêve
- Réalisation : Ted Demme
- Scénario : Scott Rosenberg
- Musique : David A. Stewart
- Photographie : Adam Kimmel
- Montage : Jeffrey Wolf
- Production : Cary Woods
- Sociétés de production : Miramax Films et Woods Entertainment
- Société de distribution : Miramax Films
- Pays de production :  États-Unis
- Langue originale : anglais
- Format : Couleur - Dolby Digital - 35 mm - 1.85:1
- Genre : comédie dramatique, comédie romantique
- Durée : 108 minutes
- Dates de sortie :
  - États-Unis : 9 février 1996
  - Belgique : 13 novembre 1996

## Distribution
- Timothy Hutton (VF : Guy Chapellier ; VQ : Alain Zouvi) : Willie Conway
- Matt Dillon (VF : Damien Boisseau ; VQ : Daniel Picard) : Tommy "Birdman" Rowland
- Michael Rapaport (VF : Emmanuel Curtil ; VQ : Daniel Lesourd) : Paul Kirkwood
- Noah Emmerich (VF : Jean-Jacques Nervest ; VQ : Benoit Rousseau) : Michael "Mo" Morris
- Max Perlich (VF : Jacques Bouanich ; VQ : Ghyslain Tremblay) : Kev
- Natalie Portman (VF : Ludivine Sagnier ; VQ : Christine Bellier) : Marty
- Uma Thurman (VF : Laurence Crouzet ; VQ : Nathalie Coupal) : Andera
- Annabeth Gish (VF : Malvina Germain ; VQ : Natalie Hamel-Roy) : Tracy Stover
- Mira Sorvino (VF : Michèle Lituac ; VQ : Lisette Dufour) : Sharon Cassidy
- Lauren Holly (VF : Emmanuèle Bondeville ; VQ : Anne Bédard) : Darian Smalls
- Rosie O'Donnell (VF : Marie Vincent ; VQ : Johanne Léveillé) : Gina Barrisano
- Anne Bobby (en) : Sarah Morris, l'épouse de Mo
- Martha Plimpton : Jan
- Pruitt Taylor Vince (VF : Gérard Surugue) : Stanley "Stinky" Womack
- John Carroll Lynch : Frank Womack
- David Arquette : Bobby Conway, le frère de Willie
- Richard Bright : Dick Conway, le père de Willie
- Sam Robards (VF : Stéfan Godin) : Steve Rossmore, le mari de Darian
- Adam LeFevre : Victor, le boucher

Source et légende : Version française (VF) sur le carton du doublage français sur le DVD zone 2 et Version québécoise (VQ) sur Doublage QC.